# Emmy Alasalmi
Emmy Alasalmi, född 17 januari 1994 i Stockholm, är en svensk ishockeyspelare (back) som spelar i AIK.
Hon var med två mål i finalen med och vann guld i Ungdoms-OS 2012 med Sveriges damjuniorlandslag i ishockey. På seniornivå har hon gjort 21 landskamper för Damkronorna.

## Meriter
- Brons i Junior-VM 2010 och 2012
- Guld i Ungdoms-OS 2012
- SM-guld med AIK 2013
- SM-brons med AIK 2014
- VM 2015: 5:a, Malmö, Sverige

## Klubbar
- Viggbyholms IK (moderklubb)
- AIK